# Сераковські
 Сераковські — польські шляхетські роди

## гербуДоленґа

варіант гербу Доленґа

Представлені в Ґостинській землі. Підписувалися з старого Сєракова.

### Відомі представники
- Анджей Самуель — писар польний коронний, загинув під Берестечком, дружина — Катажина з Остроругів, познаньська воєводичка, донька Яна
  - Ян Анджей  — стольник, каштелян белзький,
    - Юзеф — староста житомирський, коронний стражник, дружина — волинська воєводичка Мьончинська
      - донька — дружина краківського гродського писаря Сераковського

    - Ізабелла — дружина галицького чесника Каліновського, канівського старости Зєлінського

## гербу Оґоньчик
Представлені в Ленчицькому воєводстві.

### Відомі представники
- Якуб
  - Вацлав, дружина — Тарновська, дідичка Боґуславіц
    - Бальцер
    - Ян (†1589), прожив 91 рік, ленчицький воєвода

- Ян — стольник закрочимський, староста мшановський
  - Вацлав Сераковський
  - Ґабріель
  - Роман — староста ольшевський
    - Себастьян Сераковський (1743—1824) — архітектор, єзуїт, краківський канонік, ректор Ягеллонського університету (1809—1814)

## гербу Правдич

варіант гербу Правдич

Представлені в Ціханівській землі.

## гербу Любич
Представлені в Люблінському воєводстві.

### Представники
- Войцех
- Миколай — підстолій брацлавський